# 長純寺 (高崎市)
長純寺（ちょうじゅんじ）は、群馬県高崎市にある曹洞宗の寺院。

## 歴史
1497年（明応6年）、長野信業の開基である。信業は箕輪城の城主で、戦国時代に上野国西部を支配していた。子の業政は、関東管領上杉憲政の越後国逃亡後も後北条氏に臣従せず、長尾景虎（後の上杉謙信）に呼応して、武田信玄の西上野侵攻を食い止めていた。業政は新陰流の流祖上泉伊勢守信綱を家臣としていたことでも知られている。当寺には業政の墓がある。

## 文化財
- 長純寺の長野業政公の像（高崎市指定重要文化財 昭和48年7月31日指定）[2]

## 交通アクセス
- 路線バス箕郷田町停留所より徒歩28分。